# Provincia de Lorestán

Condados de Lorestan

Lorestán o Luristán (en persa: لرستان) es una de las provincias occidentales, así como un territorio histórico, de Irán ubicado al sur de los montes Zagros. Se extiende por una superficie de 28.294 kilómetros cuadrados, poblados por unas 1.750.000 personas, lo que la convierte en la decimotercera provincia más poblada de las treinta que cuenta el país. Su capital es Jorramabad, que el censo de 2006 mostraba como la vigésima ciudad de Irán en términos de población.
Lorestán está situado cerca de la frontera con Irak. Lorestán está situado en un pintoresco valle rodeado de montañas, a unos 100 kilómetros (unas 62 millas) al este de la frontera con Irak.
La orografía de Lorestán es muy accidentada, y salvo un número reducido de fértiles llanuras, todo su territorio está recorrido por la cordillera de los montes Zagros. Su punto de mayor altitud es el monte Oshtorán, con 4.150 metros sobre el nivel del mar, en la comarca (shahrestán) de Azna, mientras que la menor altitud la alcanza la provincia en su extremo meridional, a unos 500 metros.
El nombre de la provincia significa en persa “tierra de los luros.”
En la región se han encontrado vestigios arqueológicos de primer orden de importancia, en particular los conocidos bronces del Luristán, y los hallazgos en la región constituyen parte considerable de la colección del Museo Nacional de Irán, en Teherán.
Lorestán es la tercera provincia de Irán por pluviosidad, y recoge el 12% de las lluvias que caen sobre el país.
Los destrozos causados en Lorestán por la guerra Irán-Irak (1980-1988), pese a no ser zona fronteriza, son considerables.

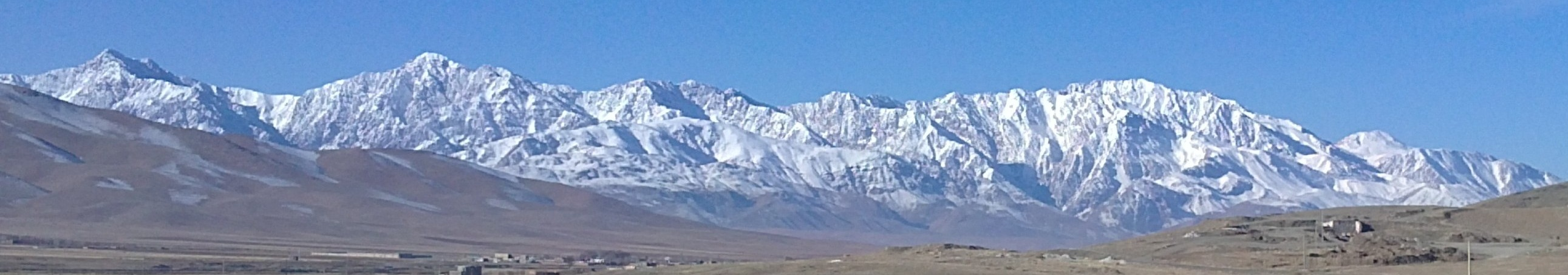
Monte Oshtorán

## Bronces del Luristán

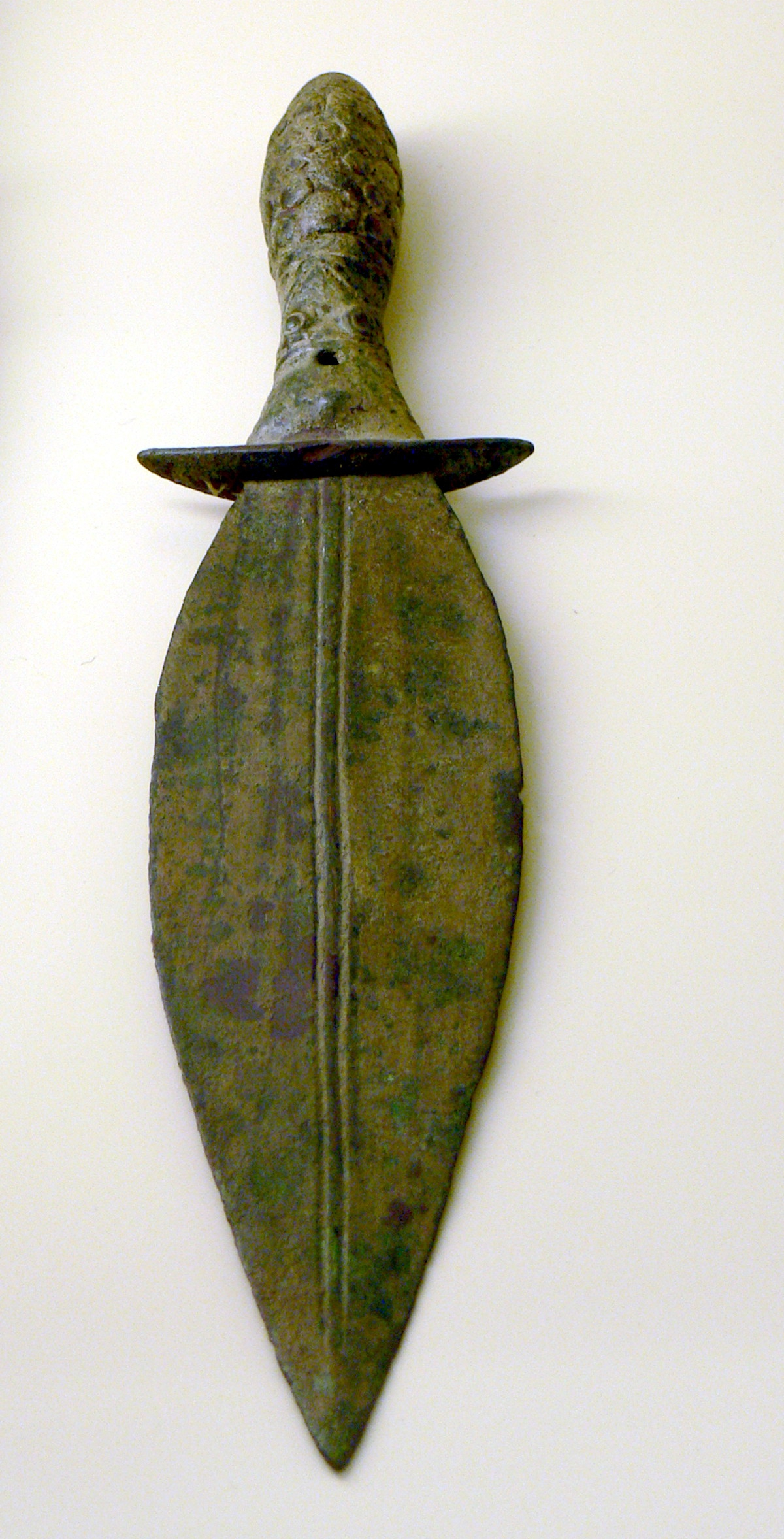
VAM - Dolch

Se conocen como bronces del Luristán los objetos arqueológicos de bronce fabricados en la primera mitad del primer milenio en Luristán.